# Лос-Аламоська національна лабораторія
Лос-Аламоська національна лабораторія (англ. Los Alamos National Laboratory, LANL, раніше — Site Y, LASL) — лабораторія Міністерства енергетики США в місті Лос-Аламос, штат Нью-Мексико, США. Керується службою Los Alamos National Security, LLC (LANS).
Заснована у 1943 році. Найбільший роботодавець на півночі штату Нью-Мехіко — близько 12 500 постійних співробітників LANS плюс близько 3300 контрактних працівників. Додатково на підприємстві постійно працюють близько 120 представників Міністерства енергетики США з метою федерального нагляду за діяльністю LANL. Лос-Аламос — одна з двох лабораторій, які ведуть у США секретні роботи з ядерних технологій. Друга, Ліверморська національна лабораторія почала працювати у 1952 році.
Станом на листопад 2008 в ній розташований найпотужніший суперкомп'ютер у світі IBM Roadrunner з максимальною потужністю 1.105 петафлопс. 
Крім розробки національної ЯЗ, лабораторія на замовлення РУМО США виконувала функції обробного розвідоргану і на основі розвідданих займалася прикладними дослідженнями та аналізом радянської ядерної програми та ядерного арсеналу, а також аналогічних програм в інших соцкраїнах 
.
Першим директором був Роберт Оппенгеймер (1943—1945).
На землях лабораторії знаходиться археологічний пам'ятник Циреге — велике доісторичне індіанське поселення з наскельними зображеннями.

## Обчислювальний ресурс
До появи електронних обчислювальних машин у розрахунках, пов'язаних із проектом створення атомної бомби, в Лабораторії використовувалися «диференціальні аналізатори» Буша, електро-механічні настільні калькулятори. 
Також незамінним обчислювальним інструментом кожного співробітника Лабораторії була логарифмічна лінійка.
Перша необхідність у прискоренні обчислень шляхом їхньої механізації виникла через розрахунок імплозивної схеми плутонієвої бомби. 
Влітку 1944 року було експериментально доведено, що для плутонієвої бомби не можна використовувати гарматну схему підриву заряду, тому плутонієвий заряд треба було підривати, стискаючи його за допомогою вибухової хвилі вибухового матеріалу, розташованого навколо плутонієвого ядра. 
Для розрахунку розташування елементів вибухової речовини, руху вибухової хвилі та її взаємодії з плутонієвим ядром був потрібний гігантський обсяг обчислень, який неможливо було виконати наявними засобами. 
Для розв'язання проблеми було закуплено бухгалтерські табулятори від компанії IBM — IBM 601.
У перші роки після закінчення Другої світової війни під час роботи над розрахунками з термоядерної зброї з'ясувалося, що потрібно провести обчислення незрівнянні з розрахунками по імплозивній атомній бомбі. 
Власне відсутність достатніх обчислювальних потужностей на той момент гальмувала розробку термоядерної бомби: без точних обчислень неможливо вибрати ефективну схему бомби для випробування, а без випробування неможливо вибрати схему бомби. 
З появою перших електронних обчислювальних машин Лабораторія спочатку користувалася комп'ютерами сторонніх організацій, наприклад ENIAC Лабораторії балістичних досліджень Армії США (у грудні 1945 р. були проведені перші елементарні розрахунки по термоядерному вибуху), IBM SSEC (1950 р.), SEAC Національного бюро стандартів США, UNIVAC I Університету Нью-Йорка (1952 р. — розрахунки з підготовки до випробування Іві Майк), IAS-машина фон Неймана в Інституті перспективних досліджень у Принстоні тощо. 
Два комп'ютери були побудовані в одному екземплярі силами самої Лабораторії: MANIAC I (1952 р.) та MANIAC II (1957 р.) 
.
Надалі Лабораторія перейшла закупівлю комп'ютерів створених комерційними компаніями (IBM, CDC, Cray тощо). 
Знаходячись на передньому краї передових досліджень, Лос-Аламоська лабораторія завжди користувалася можливістю отримати найпередовіші і найпотужніші обчислювальні машини, які були на той момент, часто конкуруючи в цих перегонах з Ліверморською національною лабораторією. 
На початку 1950-х років комп'ютери в першу чергу використовувалися для проведення розрахунків з термоядерної зброї. 
Нижче наведено список придбань Лабораторії за роками 
:
- MANIAC I[en] — березень 1952—1957[4]
- IBM 701 — 1953—1956 рр. (2 машини) — Лабораторія отримала перший серійний номер цієї машини восени 1953, другий — в лютому 1954.[5]
- IBM 704 — січень 1956 р. (3 машини) — всі три машини були встановлені до вересня 1956 року, що дозволило списати застарілі IBM 701
- MANIAC II[en] — 1957—1977 рр[4]
- IBM 7030 Stretch — квітень 1961 р — 21 червня 1971 р
- IBM 7090 — 1961 р. — (2 машини)
- IBM 7094 — 1964 р — (2 машини)
- CDC 6600 — 1966 р. — (4 машини)
- CDC 7600 — 1969 р. — (4 машини)
- CDC Cyber-73
- Cray-1 — березень 1976 р.
- Cray X-MP[en]
- Cray Y-MP[en]
- Thinking Machines CM-1[en]
- Thinking Machines CM-2[en]
- Thinking Machines CM-200[en]
- Thinking Machines CM-5[en] — 1993 р
- Cray T3D[en]
- ASCI Blue Mountain[en] — 1999 — 8 листопада 2004 р
- ASCI Q — 2002 р
- IBM Roadrunner — листопада 2008 — березень 2013 — 1,37 Петафлопса
- Cielo[en] — січень 2011 р. — до сьогодення — 1,36 Петафлопса
- Trinity[en] — 2015 р.

Лабораторія брала участь у державній програмі США Advanced Simulation and Computing Program зі створення суперкомп'ютерів, які дозволили б США стежити за станом свого ядерного арсеналу після оголошення у жовтні 1992 року мораторію на проведення ядерних випробувань. 
За цією програмою в Лабораторії були встановлені суперкомп'ютери ASCI Blue Mountain і ASCI Q, які увійшли до списку найпотужніших суперкомп'ютерів свого часу.
Всі нині діючі суперкомп'ютери Лабораторії розташовуються в будівлі "Nicholas C. Metropolis Center for Modeling and Simulation" 

, 
названому на честь Ніколаса Метрополіса, який побудував перший комп'ютер для Лабораторії під назвою MANIAC в 1952 р. року і першим суперкомп'ютером, встановленим у ньому, був ASCI Q.

## Радіаційне зараження місцевості
З 1943 року біля LANL захоронювалися різні відходи, зокрема радіоактивні. 
Їх загальний обсяг на середину 2000-х років становив понад 21 мільйон кубічних футів 
.
З 2005 року ведеться очищення та дезактивація місцевості 
.

## Радіоізотопні джерела енергії
У 2012 році Лос-Аламоська національна лабораторія оголосила 

про додаткове збагачення плутонію. 

## Роботи в галузі засобів індивідуального захисту органів дихання
У лабораторії велися дослідження коефіцієнтів захисту ЗІЗОД для того, щоб встановити науково обґрунтовані обмеження галузі безпечного застосування респіраторів різних конструкцій 

Фахівець лабораторії Джеррі Вуд з 1980-х вивчав вплив концентрації газів, їх хімічного складу, температури та вологості повітря, властивостей сорбенту на термін служби протигазних фільтрів ЗІЗОД 

Він зміг розробити метод обчислення терміну служби 

(і комп'ютерну програму MultiVapor ), який тепер використовується провідними виробниками ЗІЗОД 
.
Результати роботи лабораторії були використані при розробці вимог національного законодавства США з охорони праці , що регламентують обов'язки роботодавців щодо вибору та організації використання ЗІЗОДу . 

## Директори
- Роберт Оппенгеймер (англ. J. Robert Oppenheimer) (1943—1945)
- Норіс Бредбері (англ. Norris Bradbury) (1945—1970)
- Harold Agnew (1970—1979)
- Donald Kerr (1979—1986)
- Siegfried S. Hecker (1986—1997)
- John C. Browne (1997—2003)
- George Peter Nanos (2003—2005)
- Robert W. Kuckuck (2005—2006)
- Michael R. Anastasio (2006-сьогодні)

## Відомі вчені
- Річард Сланський